# Биатязы
Биатязы — река в России, течёт по территории Илишевского и Чекмагушевского районов Республики Башкортостан. Устье реки находится на высоте 98 м над уровнем моря в 42 км по левому берегу реки Куваш. Длина реки составляет 11 км.

## Данные водного реестра
По данным государственного водного реестра России относится к Камскому бассейновому округу, водохозяйственный участок реки — Белая от города Бирск и до устья, речной подбассейн реки — Белая. Речной бассейн реки — Кама.
Код объекта в государственном водном реестре — 10010201612111100025629.